# Cabecera de cuenca
El término cabecera de cuenca se utiliza en Perú para definir a aquellas zonas ubicadas en las nacientes de los cursos de agua y perimétricas de la unidad hidrográfica mayor (divisoria de aguas), drenadas por cursos de agua de primer orden.Son zonas ambientalmente vulnerables.

## Importancia
Las cabeceras de cuenca son importantes por los siguientes motivos:
- Existen cabeceras de cuenca que, por sus condiciones naturales de retención de agua, constituyen ecosistemas únicos.[1]
- La cabecera de cuenca “es donde se originan los cursos de agua de una red hidrográfica”.[1]
- Mediante su conservación podrá asegurar la provisión de agua para las poblaciones, tanto para el consumo humano, como para el desarrollo de actividades.[2]

## Efecto del cambio climático
Según el informe del Grupo Intergubernamental de Expertos sobre el Cambio Climático (IPCC) del 2013, el volumen de los glaciares ha disminuído considerablemente en los últimos 150 años como consecuencia del aumento de la temperatura atmosférica.
Esta tendencia se corrobora con la pérdida del 51 % de la superficie glaciar total de las 18 cordilleras nevadas presentes en el Perú, donde incluso cinco cordilleras podrían extinguirse dado que en las últimas décadas perdieron más del 90 % de su superficie glaciar.
Incluso se encuentra en riesgo los diversos servicios ecosistémicos asociados a los bofedales, ecosistemas ubicados en las alturas y que son importantes por sus funciones como el almacenamiento del agua, control de la erosión o conservación de la biodiversidad.

## Normas de protección

### En Perú
En la ley N° 30640, Ley que modifica la Ley 29338, Ley de Recursos Hídricos. El artículo 75.-Protección del agua, menciona que "el estado reconoce como zonas ambientalmente vulnerables las cabeceras de cuenca donde se originan las aguas.  La Autoridad Nacional del Agua, con opinión del Ministerio del Ambiente, puede declarar zonas intangibles en las que no se otorga ningún derecho para uso, disposición o vertimiento de agua.

#### Criterios técnicos para la Identificación, delimitación y zonificación de cabeceras de cuenca
Aprobado mediante Decreto Supremo N° 0014-2021-MIDAGRI, estipula lo siguiente:

##### Identificación
- Orden 1: Acondicionamiento de la red hídrica
- Orden 2: Codificación de la red hídrica
- Orden 3: Ordenación de la red hídrica

##### Delimitación
- Orden 4: Selección de los cursos de agua
- Orden 5: Delimitación de la cabecera de cuenca
- Orden 6: Codificación de la cabecera de cuenca

##### Zonificación
- Orden 7: Variables e indicadores del proceso
- Orden 8: Normalización de indicadores
- Orden 9: Ponderación de indicadores
- Orden 10: Análisis espacial

## Casos de protección de cabeceras de cuenca

### Perú
En marzo del 2023 el Gobierno Regional de Piura aprobó el expediente técnico del proyecto "Recuperación del servicio hídrico en las microcuencas Pata y Uchupata del distrito de San Miguel de El Faique, provincia de Huancabamba en la Región Piura. Este proyecto busca proteger las cabeceras  de cuenca, la seguridad hídrica y su gestión sostenible mediante acciones como la construcción de viveros y reservorios, forestación, reforestación, siembra y cosecha de agua y el fortalecimiento de capacidades de los actores locales en temas como gestión de recursos naturales, servicios ecosistémicos e hídricos, sistemas forestales, entre otros.

## Conflicto social relacionado con cabeceras de cuenca en Perú

### Proyecto Conga
Este proyecto minero a cargo de la Minera Yanacocha S.R.L. conformado por Newmont, Buenaventura y la IFC (miembro del banco mundial) se ubica en las provincias de Cajamarca y Celendín en el departamento de Cajamarca. Este proyecto contemplaba la construcción de un tajo sobre una laguna y según la población afectaría cuatro lagunas ubicadas en cabeceras de cuenca.
Este conflicto dejó 05 personas muertas y más de 40 heridos por bala y pérdigon en la población. La Fiscalía de Chiclayo decidió archivar la investigación en el 2019, señalando que era imposible identificar a los policías que dispararon.